# Кеметмюллер, Гейнц
Гейнц (Хайнц) Кеметмюллер (нем. Heinz Kemethmüller; 26 июня 1914, Нюрнберг, Германская империя — 20 февраля 1984, Бонн, ФРГ) — немецкий лётчик-ас эскадры истребителей люфтваффе Jagdgeschwader 3, кавалер Рыцарского креста Железного креста (2 октября 1942 года). Одержал в ходе войны 89 побед, 70 из них на Восточном фронте. Сбил в том числе 3 четырёхмоторных бомбардировщика Союзников. Был ранен в общей сложности семь раз.

## Биография
Первоначально служил фельдфебелем на Восточном фронте в составе 8./JG3 (3-й истребительной эскадры «Удет»). Участвовал в боях с 22 июня 1941 года.
15 марта 1942 года он одержал десятую победу, сбив советский Пе-2. Вечером 9 июля он в одном вылете сбил два Як-4, преодолев планку в 20 побед. Затем до конца августа Кеметмюллер сбил семь Ил-2, шесть Пе-2, два ЛаГГ-3 и МиГ-1. Затем в сентябре его счет вырос сразу на 22 самолёта: 15 Ил-2, два Пе-2, два МиГ-3, два ЛаГГ-3 и Ла-5. 2 октября 1942 года обер-фельдфебеля Кеметмюллера после 59-ти побед наградили Рыцарским крестом Железного креста, на следующий день немецкий лётчик получил и Немецкий крест в золоте. 4 октября он достиг отметки в 60 воздушных побед, сбив ЛаГГ-3.
30 декабря его перевели в 7./JG26 (26-ю истребительную эскадру «Шлагетер»), базировавшуюся в Северной Франции. Следующего успеха Кеметмюллер добился днём 13 января 1943 года, сбив B-17. Утром 3 февраля северо-западнее города Дюнкерк он сбил бомбардировщик «Локхид Вентура». 3 февраля 1943 года Кеметмюллер был ранен в бою с британским истребителем Supermarine Spitfire IX из 331-й эскадрильи RAF, при этом его Fw.190A-4 был сильно поврежден. Смог сесть «на живот» севернее города Мервиль.
После излечения 14 мая вернулся в эскадрилью, которая тогда действовала на Восточном фронте, в районе «Ленинграда. Утром 21 мая Кеметмюллер в двух вылетах сбил Пе-2, ЛаГГ-3 и И-16. Потом 30 мая — 8 июня записал на свой счет ЛаГГ-3, Ла-5, Р-40 и Як-7. 18 июня немецкий ас преодолел планку в 70 побед, сбив в двух вылетах в районе города Волхов Як-1 и ЛаГТ-3. 22 июня Кеметмюллер сбил Ил-2 — это была его последняя победа на Восточном фронте.
Эскадрилья вернулась во Францию, и 28 — 29 июля на его счету были два B-17. Утром 17 августа его Bf-109G-4 (W.Nr. 19216) был подбит в бою с Р-47 из 353 FG, и Кеметмюллер снова получил тяжёлое ранение.
Он вернулся в эскадрилью, которую в начале октября переименовали в 9./JG26, только в начале января 1944 года. В полдень 14 января обер-фенрик Кеметмюллер одержал 75-ю победу, сбив Спитфайр».
23 апреля его уже в звании лейтенанта назначили командиром 4./JG26. Его счет продолжал расти, и утром 29 июня он достиг рубежа в 80 побед, сбив очередной «Спитфайр». Вечером 17 сентября в районе города Неймеген, Голландия, Кеметмюллер снова сбил «Спитфайр» — это была его 89-я и последняя победа.
Утром 4 ноября во время посадки на аэродром Гревен, в 18 км севернее г. Мюнстер, Германия, колеса шасси его FW.190A-9 (W.Nr.205206) увязли в мягком грунте, и самолёт перевернулся. Кеметмюллер получил тяжёлые травмы и больше в боях уже не участвовал.
За время военный действий Кеметмюллер совершил 463 боевых вылета и одержал 89 воздушных побед, из которых 70 на Восточном фронте (в том числе 20 двухмоторных бомбардировщиков и 26 советских штурмовиков Ил-2). Записал на свой счёт ещё 19 сбитых самолётов противника на Западном фронте, в том числе три тяжелых бомбардировщика ВВС США и 7 истребителей P-47.

## Награды
- Немецкий крест в золоте (3.10.1942)
- Железный крест 2-го и 1-го классов
- Почётный Кубок люфтваффе (31.8.1942)
- Нагрудный почётный лётный знак
- Авиационная планка Люфтваффе
- Рыцарский крест Железного креста (2 октября 1942 г. за проявленную храбрость на поле боя и успешное командование.)